# 帝国議会 (神聖ローマ帝国)

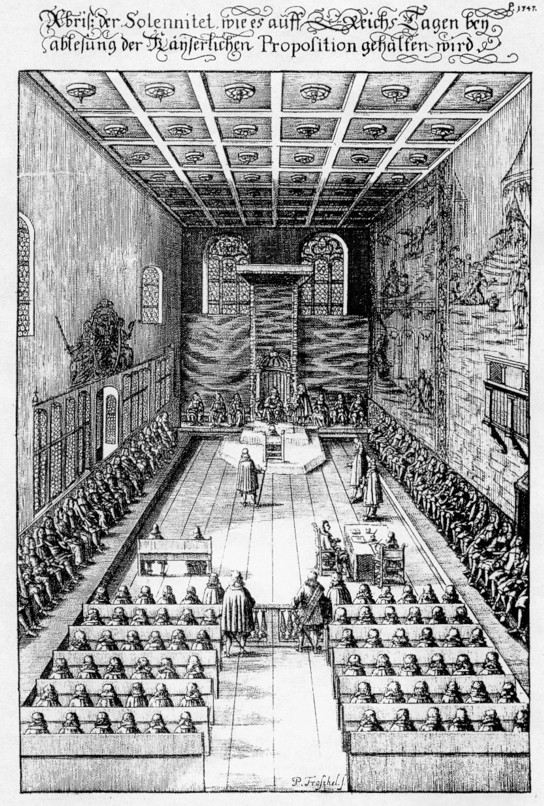
1675年帝国議会

帝国議会（ていこくぎかい、ドイツ語：Reichstag）は、神聖ローマ帝国の合議体。
帝国議会は金印勅書により初めて明文化された。金印勅書は神聖ローマ帝国の領邦国家化を著しく助長し、帝国議会を重要なものにした。帝国議会は諸侯をかろうじて帝国につなぎ止める役割を果たした。帝国諸侯が特権の確保を試みる場であったが、諸侯の領地にも領邦議会があり、ローマ皇帝が王権を制限しようとする諸侯への対応に腐心したように、領邦君主も主君に従おうとしない在地貴族への対応に腐心していた。中近世ドイツにおける身分制議会といえる。

## 歴史
ローマ王、ローマ皇帝が重要事項を主要な帝国諸侯に諮問する宮廷会議（Hofrat）が元。神聖ローマ帝国の領邦国家化が進むにつれて恒常的に開催されるようになった。12世紀末より議席権、発言権、議決権をもつ参加者が飛躍的に増加し、後の帝国議会となった。

### フランクフルト帝国会議
1489年、フランクフルト帝国会議が開催された。選帝侯部会（Kurfürstenrat）の議長は選帝侯筆頭のマインツ大司教で、7票の議決権を有した。諸侯部会（Fürstenrat）の議長はオーストリア大公（ハプスブルク家）で、100票の議決権を有した。都市部会（Städtetag）の議長は開催都市の持ち回りで、2票の議決権を有した。

## 組織・運営・手続き

### 帝国等族（参加者）
帝国議会に参議できる身分を帝国等族という。
諸侯
七人の選帝侯、侯爵、一部の広大な領地を治める伯爵。選帝侯とともにオーストリア大公爵が特別な地位を占めていた。
高位聖職者
大司教、司教、修道院長など
帝国自由都市
徐々に諸侯の支配下に入り、ハンブルクとブレーメンを除いて自由特権を失った。

### 議題
「領邦議会はお金の話をする議会」（ドイツの俚諺）
帝国議会や領邦議会は課税承認権を掌握しており、王侯の提案する課税の妥当性が主に話し合われた。フランスの身分制議会である三部会は王権の強化が進んだ15世紀に課税承認権をうしなったが、帝国議会や領邦議会が課税承認権を失ったのは三十年戦争戦後の17世紀末頃である。以後、帝国議会は統治機構としての権能を失い、諸侯の利害を調整するのみで、議決に強制力を持たなくなった。

### 開催

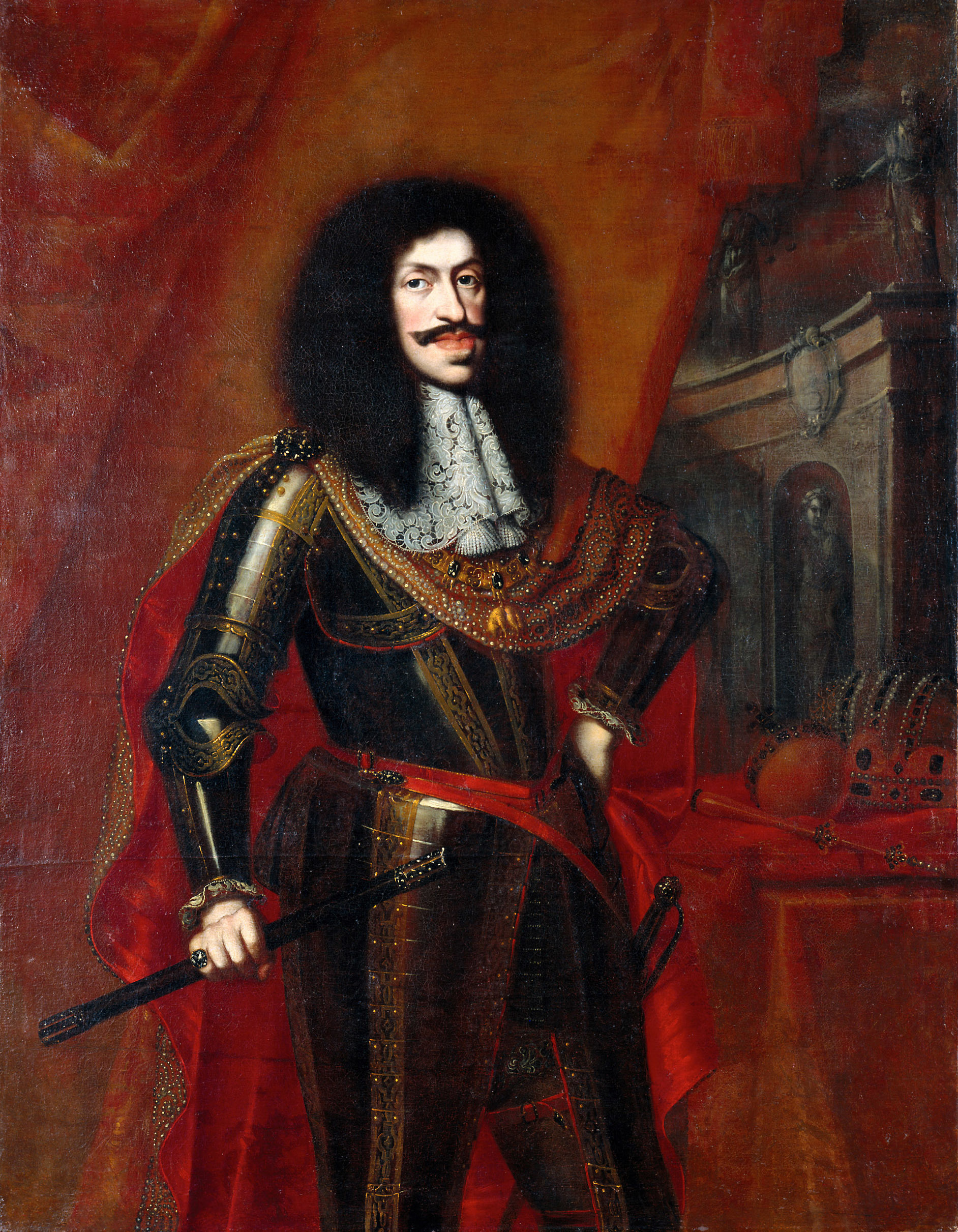
レオポルト1世

皇帝・レオポルト1世が7人の選帝侯と以下の選挙協定を結んだ。
「帝国議会の召集権は皇帝にあるが、皇帝はあらかじめ、その場所と期間について文書等により、七選帝侯の同意を得なければならない。さらに七選帝侯は皇帝に対し帝国議会開催の要求ができる。（中略）等族への議会召集令状は命令口調ではなく、招待状の形式をとり、議会の開催6ヶ月前に発送されるべし」

## 影響
帝国議会における皇帝の権限は著しく弱く、一方で200年間帝位を独占したオーストリア大公爵（ハプスブルク家）は皇帝の職責を本領の収入だけでまかなえる大諸侯であった。ハプスブルク家は金印勅書によって領邦国家と化した神聖ローマ帝国を再統合し、皇帝権の再度の確立に向けて奔走することになる。